# Hús-brenna

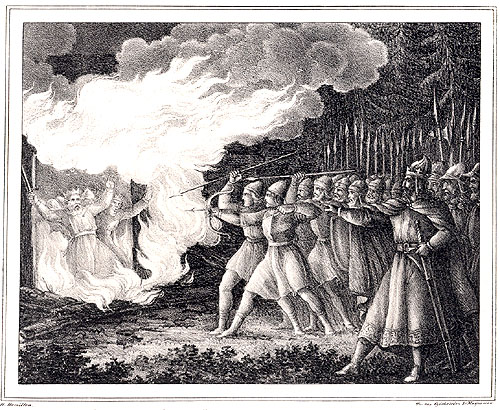
L'infame Ingjald aplicà lHús-brenna contra els reis rivals durant el procés d'unificació de Suècia

Hús-brenna (del nòrdic antic: cremar la casa; també hús-bruni) era una manera de prendre's la justícia unilateralment amb l'incendi intencionat cap a un rival, la seua família i béns durant conflictes polítics o revenges amb l'únic objectiu d'assassinar, en l'edat mitjana escandinava. Per cometre aquest acte, un grup d'atacants incendiaven la casa on residia l'oponent, a vegades apilant fusta, arbusts i altres materials combustibles a l'exterior d'un habitatge i li calaven foc. Normalment solien envoltar la casa per prevenir que ningú en pogués escapar, tot i que les sagues nòrdiques informen que no era estrany permetre a dones, ancians i menors que n'isqueren per salvar la vida.

## Islàndia
A Islàndia se'n troben molts exemples per la conservació de manuscrits medievals. La llei islandesa, tal com apareix en Grágás, diu que l'hús-brenna es podia penalitzar amb la mort, només si els piròmans eren descoberts en el moment d'incendiar la casa i podien ser executats en l'acte. Si eren capturats vius, se'ls sotmetia a judici; se'ls solia declarar fora de la llei i eren sentenciats al desterrament, tot i que foren thrall (esclaus).
Sembla que alguns vikings islandesos consideraven l'hús-brenna deshonrós, com es constata quan els enemics de Gunnar Hámundarson van atacar sa casa i no hi ha consens per cremar-la per dins, malgrat que hauria estat més ràpid i menys costós en vides. Menys escrúpols tingueren els atacants de Bergtórshvoll, quan cremen la hisenda de Njál Torgeirsson, amb la seua esposa Bergþóra i els seus fills Helgi i Skarphredin Njalsson, i el seu net Þórður Kárason, fill de Kári Sölmundarson. Per això la Saga de Njál també es coneix com la Saga de la crema de Njál. Kári Sölmundarson en pot escapar i més tard protagonitzaria una de les revenges més cruentes de la literatura medieval nòrdica.
La Saga Eyrbyggja, que relata fets de finals del s. X, també mostra un acte d'hús-brenna. Ulfar, un bóndi llibert, és víctima d'un atac de thralls (esclaus) que havien estat enviats pel seu amo i rival, Tórólfur Björnsson. El fill de Þórólfur, Arnkell Goti, captura els thralls en el mateix acte i els executa l'endemà. El rival d'Arnkel, Snorri Goti, presenta el cas en l'Altingi per jutjar-lo per voluntat del seu pare, argumentant que la matança d'esclaus no havia estat legal.
La Saga Sturlunga relata fets esdevinguts al s. XIII, durant la Guerra Civil islandesa. Al 1253 es reporta Flugumýrarbrenna (o 'la crema de Flugumýr'), un atemptat contra Gissur Torvaldsson pels seus enemics, que no tingué èxit perquè en pogué escapar, però hi moriren tots els membres de la seua família. La crema de Flugumýr segueix el mateix patró de la Saga de Njál: l'atac contra la casa no es consuma, per això els atacants tenen la idea d'emprar el foc contra dels assetjats. Segons Lee M. Hollander, és possible que aquest fet inspirara a l'autor de la Crema de Njáll. L'episodi de la crema de Njál, però, també apareix en Landnámabók i altres fonts coetànies.

## Illes Òrcades
La Saga Orkneyinga diu que Frakokk Moddansdatter morí cremada dins la seua hisenda per Sweyn Asleifsson, com a revenja per la mort de son pare Óláfr Hrólfsson.

## Escandinàvia continental
A Noruega i Suècia, l'hús-brenna apareix com un acte específic de reis com a protagonistes, durant guerres de successió com les guerres civils noruegues o durant els intents d'unificació i expansió del territori. Tal és el cas d'Harald I de Noruega i d'Ingjald Illrade (a Suècia). En la balada medieval sueca Stol Herr Alf, Odin aconsella a un rei matar un dels seus vassalls aplicant-li l'hús-brenna.

### Suècia

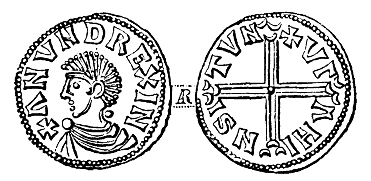
El rei Anund Jacob era famós per usar lhús-brenna al s. XI, fins al punt de ser sobrenomenat Cremador de carbó

En les sagues apareixen almenys tres reis que usen l'hús-brenna per liquidar els oponents. El semillegendari Ingjald Illrade (que potser regnà al s. VII) usà l'hús-brenna almenys dues vegades: primer durant una recepció a uns reis veïns amb la finalitat de governar els seus petits regnes; i després per matar Granmar, el darrer rei independent de Södermanland. La llista de regnats del Västgötalagen dona al rei suec del s. XI Anund Jacob (r. 1022 – c. 1050) l'epítet «Cremador de carbó» pels seus mètodes. D'Anund es digué que era «generós amb la crema d'hisendes dels altres».
Segons la Saga Orkneyinga i Hervarar saga ok Heitreks, el rei exiliat Inge el Vell recupera el tron suec usant hús-brenna contra el seu rival Blot-Sven (c. 1087).
La pedra rúnica d'Altuna (O 1161) relata que un pare i el seu fill foren cremats dins de la seua llar.

### Noruega

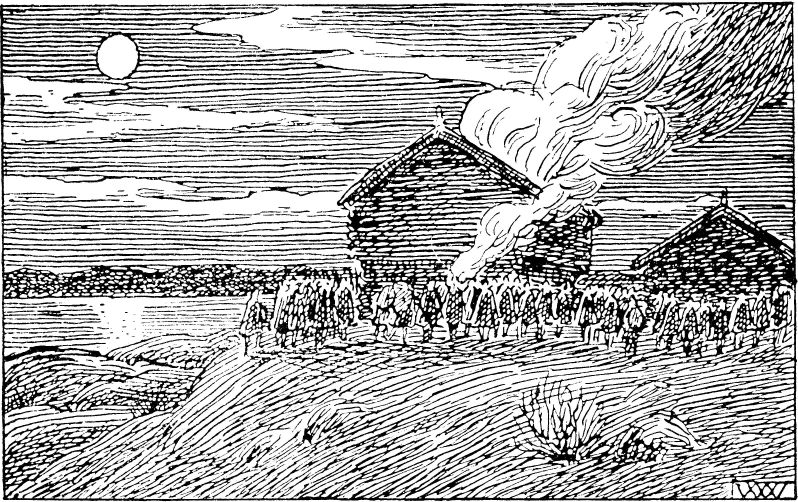
Erling Skakke crema la casa d'un amic del pretendent Sigurd Markusfostre, segons la visió de l'artista Wilhelm Wetlesen (1899)

En Heimskringla, de Snorri Sturluson, apareixen moltes cites d'hús-brenna usat en les batusses entre vikings poderosos. El rei Harald I de Noruega, que segons la tradició unificà el Regne de Noruega a la fi del s. IX, usava sovint hús-brenna com a alternativa, i de vegades en el camp de batalla. Un dels seus primers actes fou la matança, a foc i espasa, de quatre reis. Segons el relat, això li permeté el control sobre Hedmark, Ringerike, Gudbrandsdal, Hadeland, Thoten, Raumarike i tot el nord del Regne de Vingulmark. Snorri també relata com s'emprà l'hús-brenna per acabar amb l'amenaça de matar un rei rival, Vemund Vikingsson, al 866, quan una expedició armada no era possible per l'estacionalitat.
En contrast amb les cites de la Saga de Njál i la Sturlunga, quan el setge es complica, Heimskringla mostra els incendis provocats com una tàctica de sorpresa aplicada després d'un pla sobre el terreny. El cas més clar n'és l'intent de Gregorius Dagsson de matar Haakon II de Noruega durant les guerres civils noruegues.
Hakon i Sigurd escapen, però molts dels seus partidaris són assassinats. Més tard Gregorius torna a la seua llar a Konungahella. Quan el rei Haakon i Sigurd són a la granja d'Halldór Brynjólfsson a Vettaland, calen foc a la casa. Halldórr en pot eixir, però és reduït a espasa immediatament amb els seus soldats, més de vint morts. Sigrid, esposa d'Halldór, era germana de Gregorius, i se li'n permet fugir cap al bosc, i també li ho permeten a Amunde, fill de Gyrd Amundason i de Gyrid, filla de Dag, i al seu nebot, fill de la germana de Gregorius, d'uns cinc anys.